# Филијала Државне хипотекарне банке у Нишу
Филијала Државне хипотекарне банке у Нишу основана је 1922. године након реорганизације Управе фондова Краљевине Србије, по завршетку Првог светског рата, када је извршена њене трансформација прво у Државну хипотекарну банку (ДХБ) Краљевине Срба, Хрвата и Словенаца, а потом 1929. године у Државну хипотекарну банку Краљевине Југославије. Седиште ДХБ било је у Београду, а једна од њених већих Филијала, била је ова у Нишу, која је по броју улагача (4.148) била на другом месту у Југославији (испред оних Загребу - 2.663, Новом Саду - 2.437, Сплиту - 2.100, Љубљани - 1.878, Сарајеву - 1.732, Скопљу - 1.358, Земуну - 1.106, Бања Луци - 584 и Цетињу - 41).

## Називи
Филијала Државне хипотекарне банке Краљевине СХС у Нишу (1920—1924) • Главна филијала Државне хипотекарне банке Краљевине СХС у Нишу (1925—1928) • Главна филијала Државне хипотекарне банке Краљевине Југославије у Нишу (1929—1941) • Главна филијала ДХБ на Немачком окупационом подручју (1941—1944) • Филијала „А“ Државне хипотекарне банке ДФЈ (1945—1946)

## Услови који су наметали оснивање Главне филијале ДХБ у Нишу
Обнова земље после Првог светског рата, индустријализација, нагли прилив становништва у велике градове и бановинске центре, по основу нових намештења или по основу потребе за послом, изазвали су потребу за индустријским, стамбеним простором и савременом градском инфраструктуром. Држава, једним мањим делом, кроз изградњу комуналне инфраструктуре, шегртских домова и објеката социјалне и сличне намене, чији је идејни творац био, као министар социјалног старања, Драгиша Цветковић, настоји да делимично ублажи или реши проблем у Нишу и Нишкој нановини. Међутим, већи део потреба за стамбеним простором, новопридошли становници градова решавају изнајмљивањем било кућа било станова. Потребе у Нишу су све веће од потражње, а постојећи стамбени фонд има неадекватну намену. Вешти предузетници у томе виде извор зараде, те почињу интензивније да граде стамбене зграде са становима за рентирање, а индустријалци и бројне занатлије објекте за запошљавање великог броја незапослених.
Под тим утицајем када Ниш постаје економски и културни центар једне од девет новоформираних територијалних јединица - Моравске бановине, потреба за оснивањем јаке банке се у овом граду јавља као израз новог времена и новонастале политичке и економске реалности. Ниш, град са историјом дугом преко два миленијума и са богатим архитектонским наслеђем, тих година привлачи имућне људе из других мањих вароши Србије, формирајући елиту богатих и угледних грађана. Они свој углед и финансијску моћ желе да преточе у трајна добра. Било да су то велике стамбене зграде или породичне куће, виле, хотели, фабрике, они настоје да ангажују врсне архитекте који ће њихове замисли да преточе у стварност.
Из свега наведеног проистекла је потреба за оснивањем јаке Филијале ДХБ у Нишу која је требало да обавља троструку функцију: одобравање дугорочних зајмова, руковање фондовима и капиталима јавних установа и обављање текућих банкарске послове. Тиме су нишка привреда Моравске бановина и Нишлије добиле новчану подршку за бројне инвестиционе потреба, које су граду на Нишави, биле у сталном успону.
Колики је значај оснивање ове Филијале имао за Ниш и југ Србије најбоље говори податак да је по броју чланова у Краљевини СХС Главна филијала у Нишу била на другом месту, одмах иза Београдаке, а испред нпр. Загребачке, Љубљанске, Сарајевске....

## Први период - оснивање и рад Главне Нишке филијале између два светска рата
Пословна јединица у Нишу обновила је пословање 1920. прво као филијала, а након доношења Привремене уредбе 1920. радила је извесно време као Агенција.
Крајем 1922. Филијала ДХБ у Нишу реорганизована је у Главна филијалу ДХБ, али због изградње и опремања пословног простора и пријема особља званично је почела са радом 1. маја 1924. године. Међутим све до краја те године она је радила за рачун Централе у Београду, тако да је њен самостални рад почео тек од 1. јануара 1925. године.
Пословно подручје Главне филијала ДХБ у Нишу простирало се на тадашње срезове: Нишки, Алексиначки, Бањски (Соко Бања), Моравски (Житковац), Сврљишки, Белопаланачки, Лужнички (Бабушница), Царибродски, Нишавски (Пирот), Заглавски (Књажевац), Тимочки (Краљево Село), Добрички (Прокупље), Косанички (Куршумлија), Прокупачки, Жички (Краљево), Студенички (Рашка), а од 1928. године и на срезове: Жупски (Александровац), Копаонички (Брус), Ражањски, Расински (Крушевац), Трстенички, Параћински, Раванички (Ћуприја), Деспотовачки и Ресавски (Свилајнац) који су до тада били у надлежности агенције у Јагодини.
У њеној надлежности били су од 1924. до 1940. године и срезови који су 1940. године прешли у надлежност агенција у Зајечару, Лесковцу, Пријепољу и Главне филијале у Скопљу.
У административно-рачунском погледу у надлежносоти Главне филијала у Нишу биле су агенције у Зајечару и Лесковцу, затим агенција у Јагодини до затварања 1928, и агенција у Чачку до 1940. када је прешла у надлежност Централе. Агенција у Зајечару обновила је пословање у току 1920. године и радила је самостално све до затварања 1924 године. Након што је поново је отворена 1. новембра 1940. године агенција у Зајечару поново је преузела из надлежности Главне филијала у Нишу, део територијалну надлежности у које су спадали срезови: Зајечарски, Бољевачки, Брзопаланачки (Јабуковац), Кључки (Кладово), Поречки (Доњи Милановац), Неготински и Крајински (Салаш).
Организациона структура
Према Статуту за Главне филијале од 09.06.1933. године имала је следећу организациону структуру:
- Управник
- Секретаријат
- Ликвидатура
- Главно књиговодство
- Благајна
- Правни референт.[13]

## Други период - рад Главне Нишке филијале у Другом светском рату
Након Априлског рата 1941. године пословне јединице Државне хипотекарне банке на немачком окупационом подручју у Србији и Банату обновиле су пословање, и то прво у Београду 2. маја 1941. године а потом и остале пословне јединице нешто касније. Пословне јединице у Лесковцу и Зајечару који су пре рата биле у административно-рачунском погледу биле у надлежности Главне филијале у Нишу прешле су у надлежност Централе у Београду.
Под немачком окупацијом у Србији и Банату од 1941. до 1944. године Филијала ДХБ у Нишу била је једна од четири главне филијале (поред оних у Ваљеву, Крагујевцу и Бечкереку (Петровграду).

## Трећи период - рад Главне Нишке филијале после Другог светског рата
Након што је Други светски рат био готов новоустројена комунистичка власт је кренули у обнову. Постепеним ослобађањем Југославије обнављен је 15.децембра 1945. године, рад Државне хипотекарне банке као целовите државне кредитне установе, а месец два касније и осталих филијала.
Банка је пословне јединице које су под окупацијом биле отцепљене од Централе, преузела и оспособила за рад. 160 Тако је обновљен и рад филијале Хипотекарне банке у Нишу, али овога пута у новим условима, у којима је Главни филијали у Нишу и Сплиту сведени су на ранг филијала А, а главни филијале у Крагујевцу, Ваљеву, Бања Луци и Петровграду на ранг филијала Б.
| „ | Активност банке у току 1945. године углавном се сводила на уклањање трагова окупације, повезивање пословних јединица, активирање старог пословања, прерачунавање и прекњижавање окупацијске валуте у југословенске динаре, оспособљавање банке за нове задатке, реорганизацију организационих форми, организовање нових послова, поједностављење технике пословања, увођење новог стила у раду и обављање редовних текућих послова. | ” |

Организациона структура
Филијали у Нишу која је била ранга А у организационом погледу делила се на одељења, која су одговарали подели на одељења код главних филијала. Њихова унутрашња организација је била следећа:
- Управник
- Опште одељење
- Одељење улога
- Одељење зајмова
- Одељење књиговодства
- Правно одељење.[16]

Реорганизација и престанак постојања
Међутим, вероватно у настојању да обришу монархију из колективног памћења народа, нова власт је склањала сва обележја некадашње моћи Краљевине Југославије. Тако је одлучено да се у складу са задатком да прикупља новчана средства првенствено у циљу дугорочног
инвестиционог кредитирања, Државна хипотекарна банка 21. августа 1946, промени назив у Државна инвестициона банка ФНРЈ.
Убрзо након реорганизације Филијале А у Нишу, њена зграда је дата је на коришћење Предузећу за поштански телеграфски и телефонски саобраћај Србије која је у њој свечано отворила Главну пошту 1 у Нишу.